# Kangasjärvi (sjö i Finland, Norra Österbotten, lat 65,73, long 30,05)
Kangasjärvi är en sjö i Finland. Den ligger i kommunen Kuusamo i landskapet Norra Österbotten, i den nordöstra delen av landet, 700 km norr om huvudstaden Helsingfors. Kangasjärvi ligger 264 meter över havet. Arean är 41,7 hektar och strandlinjen är 4,73 kilometer lång. Sjön  ingår i Kems huvudavrinningsområde.   Den ligger vid sjön Suurijärvi.